# 林陽一
林 陽一（はやし よういち、1967年3月28日 - ）はゲームクリエイター、作曲家。Studio INSOMNIA代表。文教大学・湘南キャンパス在籍の頃より抜きん出た音楽的才能を発揮する。

## 略歴
1996年よりコナミコンピュータエンタテインメントスタジオ（コナミの家庭用ゲーム制作子会社）に勤務し、同社の家庭用ゲーム機向けゲームソフトの楽曲制作やプログラムなどを担当。特に、音楽ゲーム『pop'n music』の家庭用移植版のサウンドディレクター（楽曲面の責任者）「はやP」として楽曲や譜面の制作をしていたことが知られる。また、謎の歌手「ミッキー・マサシ」として、自らボーカルも担当する。他にも、楽曲でコーラスを担当したり、BEMANIシリーズ関連のライブではパーカッショニストとして演奏に参加したりと、多彩な能力を持つ。
2004年よりコナミの中国子会社（コナミソフトウェア上海）に出向、現地スタッフの教育やプロジェクトの管理業務を担当。2007年にコナミを退社。そのまま中国・上海市に残り、前所属・トランザート社の上海サテライトスタジオ設立に携わる。その間、私生活では上海にて結婚、1児をもうける。2010年3月にStudio INSOMNIAを設立し、独立。現在も上海を活動拠点とし、作曲活動を行っている。